# Aponogeton madagascariensis
Aponogeton madagascariensis, también conocida como planta cordón, es una planta acuática perenne de la pequeña familia de las aponogetonáceas.

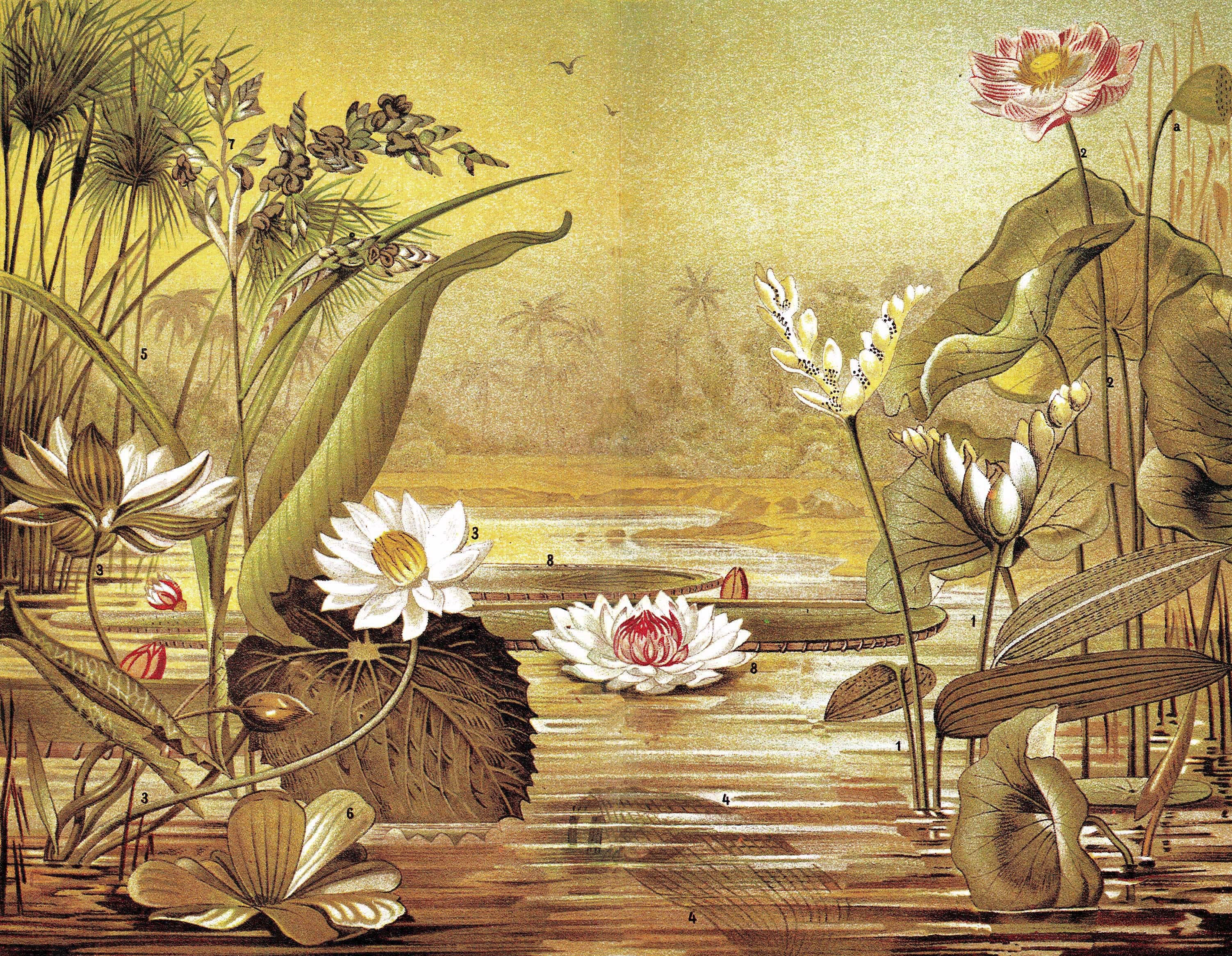
Ilustración.

## Hábitat
Es oriunda de Madagascar. Es una planta empleada en acuariofilia debido a la belleza de la nerviación reticulada de sus hojas, muy característica y apreciada. Se trata de una planta bulbosa cuyas hojas alcanzan los 40 cm de longitud y pueden llegar, en algunas zonas, a los 8,5 cm de ancho.

## Características
Requiere de unas condiciones acuáticas particulares y de la ausencia de cualquier tipo de algas, que destruyen sus delicadas hojas. Por ello, no es apta para cualquier tipo de acuario.
Se trata de una planta rizomatosa, lo cual incrementa la labilidad del arraigamiento en presencia de especies de peces excavadores en el acuario, especialmente de herbívoros. De entre estas especies incompatibles se puede destacar a los pertenecientes al género Metraclima, Cichlasoma o Cyphotelapia, todos ellos cíclidos. Dicho rizoma posee cierta tendencia a contaminarse por microorganismos y pudrirse, por lo cual debe ser vigilado, en cuanto a textura y dureza se refiere.
Como buena planta acuática, posee estrategias de polinización muy especializadas. En este caso, las inflorescencias, en espiga, son aéreas, asentadas sobre los rizomas. Tras la fecundación, las semillas obtenidas pueden emplearse para propagar sexualmente la especie, mediante siembra en tierra húmeda, no sumergida; una vez que las plántulas han germinado, puede trasplantarse a un acuario nuevo. En el caso de la reproducción asexual o vegetativa, ésta es factible por división del rizoma, con cuidado de no dañar la planta madre.

## Condiciones requeridas
Se trata de una especie muy delicada y exigente, con un estrecho rango de condiciones fuera del cual muere. Su pH óptimo es ligeramente ácido. Son óptimas las aguas blandas o medias, nunca duras, libres de sales de calcio, especialmente de cal, y de magnesio. La temperatura óptima está entre los 20 y los 24 °C.
A. madagascariensis prefiere luz difusa o indirecta, debido a que su hábitat natural no está muy insolado.

## Taxonomía
Aponogeton madagascariensis fue descrita por (Mirb.) H.Bruggen y publicada en Blumea 16(1): 249. 1968.
Etimología
Aponogeton: nombre genérico que deriva del nombre latino de los manantiales curativos en Aquae Aponi, Italia, y geiton = "vecino", originalmente aplicada a una planta acuática encontrada allí, el nombre que se da debido al hábitat de esta planta.
madagascariensis: epíteto geográfico que alude a su localización en Madagascar.
Sinonimia
- Uvirandra madagascariensis Mirb. (1802)
- Aponogeton guillotii  Hochr. (1908)
- Hydrogeton fenestralis Pers. (1805)
- Ouvirandra fenestralis (Pers.) Poir. (1816)
- Aponogeton fenestralis (Pers.) Hook.f. (1883)
- Aponogeton henkelianus Baum (1906)
- Aponogeton fenestralis var. major Baum (1906)[5]